# 奧卡拉區

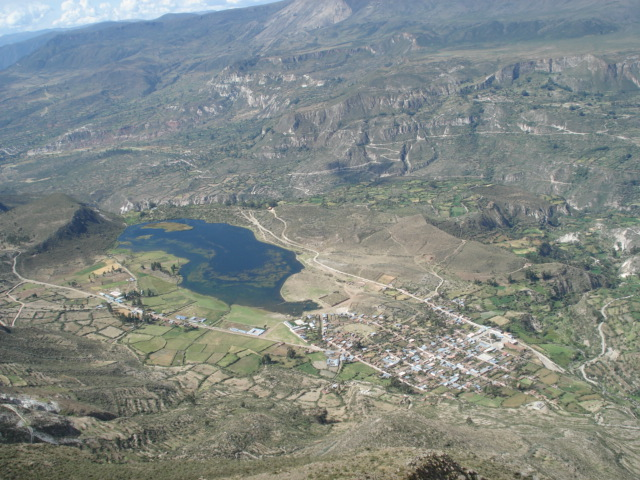

14°41′38″S 74°07′27″W / 14.69389°S 74.12417°W
奧卡拉區（西班牙語：Distrito de Aucara），是秘魯的一個區，位於該國中南部阿亞庫喬大區的盧卡納斯省，面積903.5平方公里，海拔高度3,220米，2005年人口2,744，人口密度每平方公里3人。